# Abes Saidi
Abes Saidi –en árabe, عباس سعيدي– (nacido el 9 de febrero de 1983) es un deportista tunecino que compitió en atletismo adaptado. Ganó cinco medallas en los Juegos Paralímpicos de Verano entre los años 2004 y 2016.

## Palmarés internacional
| Juegos Paralímpicos | Juegos Paralímpicos     | Juegos Paralímpicos | Juegos Paralímpicos |
| Año                 | Lugar                   | Medalla             | Prueba              |
| ------------------- | ----------------------- | ------------------- | ------------------- |
| 2004                | Atenas (Grecia)         | Medalla de oro      | 4 × 400 m T35-38    |
| 2004                | Atenas (Grecia)         | Medalla de plata    | 800 m T38           |
| 2008                | Pekín (China)           | Medalla de plata    | 400 m T38           |
| 2008                | Pekín (China)           | Medalla de bronce   | 4 × 100 m T35-38    |
| 2016                | Río de Janeiro (Brasil) | Medalla de oro      | 1500 m T38          |